# Eric Löf
Eric Adolf Löf, född 14 juli 1879 i Trollhättan, död 6 mars 1957 i New Rochelle, var en svenskamerikansk elektrotekniker.
Eric Löf var son till stationsinspektoren Axel Löf. Efter studier vid Falu högre allmänna läroverk och Chalmers tekniska läroanstalt 1895–1897 begav sig Löf till USA, där han var ingenjör vid Western Electric Company i Chicago 1903–1909 och vid General Electric Company i Schenectady 1909–1923. Från 1923 var han anställd vid American Cyanamid Company i New York. Han var ordförande i Svenska ingenjörsföreningen i Förenta staterna 1924–1926 och i New York chapter of American Scandinavian Foundation 1932–1936. Han utgav Hydro-Electric Power Stations och en mängd avhandlingar i mekaniska, elektriska och elektrokemiska frågor samt medarbetat i bland annat American Handbook for Electric Engineers, Kents Mechanical Engineers' Handbook och Machinery Encyclopedia